# Phil Selway
Philip "Phil" James Selway (født 23. maj 1967 i Abingdon, Berkshire, England) er musiker og medlem af bandet Radiohead, hvor han spiller trommer.